# San-Martino-di-Lota
San-Martino-di-Lota (en cors San Martinu di Lota) és un municipi francès, situat a la regió de Còrsega, al departament d'Alta Còrsega. L'any 1999 tenia 2.530 habitants.

## Demografia
| 1962 | 1968  | 1975  | 1982  | 1990  | 1999  |
| ---- | ----- | ----- | ----- | ----- | ----- |
| 931  | 1.541 | 2.132 | 2.183 | 2.466 | 2.530 |

## Administració
| Període | Identitat             | Partit | Qualitat |  |
| ------- | --------------------- | ------ | -------- |  |
| 2001-   | Jean-Jacques Padovani |        |          |  |